# James Bruce
James Bruce (14 de dezembro de 1730 – 27 de abril de 1794) foi um explorador e escritor escocês que ficou mais de doze anos no Norte da África e na Etiópia, onde traçou as origens do Nilo Azul.

## Biografia

### Juventude
James Bruce nasceu em Kinnaird, Stirlingshire, e foi educado na Harrow School e, então, na Universidade de Edimburgo onde comçou a estudar direito, mas seu casamento com a filha de um mercador de vinho resultou em sua entrada para os negócios. Sua esposa morreu em outubro de 1754, com nove meses de casamento, e Bruce posteriormente viajou para Portugal e Espanha. O exame de manuscritos orientais na cidade de Escurial levou-o ao estudo do árabe e do ge'ez e determinou sua carreira futura. Em 1758, a morte de seu pai fê-lo herdeiro da propriedade de Kinnaird.

### Viagens no norte da África
Com o estouro da guerra com a Espanha, em 1762, ele enviou ao governo britânico um plane de ataque à Ferrol. Sua sugestão não foi adotada mas ela acabou por torná-lo consul de Argel, nomeado por 2nd Earl of Halifax, com uma comissão para estudar as antigas ruínas do país, cujo interesse tinha sido excitado pelas descrições enviadas por Tomas Shaw (1694–1751), que era capelão consular em Argel.
Levando 6 meses na Itália estudando antiguidades, Bruce chegou em Argel em março de 1763. A totalidade de seu tempo foi gasta com suas responsabilidades consulares na corte de Dey, onde foi mantido sem a assistência prometida. Mas em agosto de 1765., um sucessor para o consulado chegou e Bruce começou sua exploração nas ruínas romanas na Berbéria. Tendo examinado muitas ruínas na Argélia oriental, ele viajou por terra de Túnis a Trípoli, e em Ptolemeta dirigiu-se para Heraclião mas acabou naufragando perto de Bengasi, conseguindo salvar-se.
Eventualmente ele visitou Creta e partiu para Sídon, viajando pela Síria, visitou Palmira e Baalbek. Ao longo de suas jornadas na Berbéria e em Levante, Bruce fez desenhos detalhados de muitas das ruínas examinadas. Ele também adquiriu um conhecimento suficiente de medicamentos que lhe permita passar no Oriente como um médico.

### O Nilo e a Etiópia
Em junho de 1768, Bruce chegou em Alexandria tendo resolvido se esforças para descobrir a nascente do Nilo, que ele acreditava estar na Etiópia. No Cairo ele conseguiu o apoio de um governador mameluco, Ali Bey, depois de visitar Tebas e a KV11. Então, depois de ir para a Jidá, Arábia Saudita, ele alcançou Gondar, então capital da Etiópia, em fevereiro de 1770, onde foi recebido pelo Imperador da Etiópia, Tekle Haymanot II, e por outros oficiais importantes. Assim, permaneceu na Etiópia por dois anos adquirindo conhecimento que o permitiram, posteriormente, apresentar um quadro perfeito da vida etíope.
Determinado a encontrar a nascente do Nilo Azul, Bruce viajou com o seu pequeno grupo, um administrador do Rei etíope e um grego de nome Strates que vivia na Etiópia  e carregadores. Em 14 de novembro de 1770, eles encontraram um igreja rústica e ao longe um pequeno pântano com um monte de terra no centro o que Bruce declarou ser a nascente do Nilo. Este pântano era o Lago Tana, a nascente do Nilo Azul. Quando fez a descoberta, Bruce bebeu a água do lago ofereceu-a a seu rei e declarou-se feliz.
Embora admitindo que o Nilo Branco, um outro rio que forma o Nilo, tinha maior fluxo, Bruce argumentou que o Nilo Azul era o Nilo do antigos e assim ele era o descobridos de sua nascente. Entretanto, de acordo com o livro Blue Nile (1962) de Alan McCrae Moorehead, foi o grego Strates quem guiou Bruce a esta nascente, portanto este já a conhecia e, logo, Strates, o grego, pode ser considerado o primeiro europeu a encontrar a nascente do Nilo Azul.

#### Controvérsias
Porém, sobre isso, o missionário Jesuíta Pero Pais é visto pela maioria dos historiadores atuais como o primeiro europeu a descobrir a nascente do Nilo Azul em 21 de abril de 1618, e a igreja rústica no local, dedicada ao Santo Michael, foi erguida para comemorar a descoberta. Bruce, entretanto, disputa a descoberta e sugere uma relevante passagem nas Memórias de Pais que podem ter sido inventadas por Athanasius Kircher.
Depois de Bruce, a nascente do Nilo foi visitada por Jeronimo Lobo, que em 1669 publicou o livro "Uma pequena revelação do Rio Nilo, de sua nascente e corrente ... James Bruce tentou desacreditar os escritos de Lobo, porém pesquisas modernas revelaram que a descrição de Lobo tem detalhes perfeitamente corretos. Ademais, Bruce possuia apenas uma tradução incorreta do livro de Lobo, que hoje em dia faz as tentativas de Bruce de desacretitar Lobo uma leitura divertida quando comparada com os escritos corretos de Lobo, Bruce foi longe ao reclamar que Lobo parecia conseguir velejar na terra e negou a existência de uma cobra cuspideira descrita por lobo.

### O retorno
Partindo de Gondar em dezembro de 1771, Bruce fez sua rota pelo Sultanato de Senar até a Núbia, sendo o primeiro a traçar a confluência do Nilo Azul com o Nilo Branco. Em março de 1773, depois de já ter passado pelo Egito, ele chegou à França, onde foi recebido pelo conde de Buffon. Então dirigiu-se a Londres em 1774, mas ofendido com a incredulidade com que sua história foi recebida ele voltou à sua casa em Kinnaird, na Escócia. E em 1790, apressado por seu amigo Daines Barrington, ele publicou o seu Travels to Discover the Source of the Nile, In the Years 1768, 1769, 1770, 1771, 1772 and 1773 que foi desacreditado por outros exploradores como sendo de indigno crédito. Porém, a substancial exatidão de suas descrições na Etiópia tem demonstrado e adicionado grande conhecimento ao estudo da geografia daquele local hoje em dia.

## Legado
- Muitos dos desenhos de Bruce foram presenteados ao rei Jorge III e estão na coleção real do Castelo de Windsor
- As viagens e descobertas de Bruce inspiraram os fundadores da African Association (1788) em seus esforços em promover explorações para descobrir a linha [9] do Níger e da cidade de Tombuctu.
- Um dos mais importantes textos Gnósticos já descobertos foi adquirido por ele em 1769 no Egito e é até hoje conhecido como Códice Bruce.

## Biografias
- Francis Head, Life of Bruce (Londres, 1830).
- R. Lambert Playfair, Travels in the Footsteps of Bruce (Londres, 1877) - No qual foram publicados pela primeira vez os desenhos de Bruce.
- Bredin, Miles, The Pale Abyssinian: A Life of James Bruce, African Explorer and Adventurer, (Flamingo, Florida, 2001).